# Iwan Pstygo
Iwan Iwanowicz Pstygo (ros. Ива́н Ива́нович Псты́го, ur. 10 kwietnia 1918 we wsi Suchopol w rejonie archangielskim w Baszkirii, zm. 23 lutego 2009 w Moskwie) – radziecki lotnik i dowódca wojskowy białoruskiego pochodzenia, marszałek lotnictwa (1975), Bohater Związku Radzieckiego (1978).

## Życiorys
Ukończył szkołę średnią w Ufie, od 1936 w Armii Czerwonej, 1940 ukończył wojskową szkołę lotniczą, żołnierz 211 pułku bombowego Sił Powietrznych Odeskiego Okręgu Wojskowego, jako pilot Su-2 brał udział w II wojnie światowej, walczył nad Dniestrem, później na Froncie Południowo-Zachodnim, pod Stalingradem, na Froncie Briańskim, 2 Nadbałtyckim, 3 Białoruskim i 1 Ukraińskim jako dowódca eskadry i szef służby powietrzno-karabinowej Powietrznej Dywizji Szturmowej Korpusu Lotniczego w stopniu podpułkownika. Podczas wojny wykonał 164 loty bojowe. Po wojnie na wyższych oficerskich kursach lotniczych w Lipiecku, później służył na Dalekim Wschodzie, dowódca 53 Mieszanego Korpusu Lotniczego. Od 1957 zastępca dowódcy Sił Powietrznych Leningradzkiego Okręgu Wojskowego, od 1958 zastępca dowódcy, a od 1959 dowódca Sił Powietrznych Grupy Wojsk Radzieckich w Niemczech. Od 1967 zastępca głównodowodzącego Sił Powietrznych ZSRR ds. szkolenia bojowego, od 29 kwietnia 1975 marszałek lotnictwa. Uchwałą Prezydium Rady Najwyższej ZSRR z 7 kwietnia 1978 otrzymał Złotą Gwiazdę i tytuł Bohatera Związku Radzieckiego. Od 1983 członek Grupy Generalnej Inspekcji Ministerstwa Obrony ZSRR. Pilot wojskowy z nalotem 7500 godzin, opanował 52 typy samolotów w ciągu 42 lat doświadczenia.
Pochowany na Cmentarzu Trojekurowskim w Moskwie.

## Odznaczenia i nagrody
- Złota Gwiazda Bohatera ZSRR (1978)
- Order Lenina (dwukrotnie – 1955 i 1978)
- Order Rewolucji Październikowej (1974)
- Order Czerwonego Sztandaru (siedmiokrotnie – 1942, 1942, 1945, 1953, 1956, 1968 i 1969)
- Order Aleksandra Newskiego (1944)
- Order Wojny Ojczyźnianej I klasy (dwukrotnie – 1943 i 1985)
- Order Czerwonej Gwiazdy (dwukrotnie w 1951)
- Order „Za służbę Ojczyźnie w Siłach Zbrojnych ZSRR” III klasy (1988)
- Medal Żukowa
- Medal „Za zasługi bojowe”
- Medal 100-lecia urodzin Lenina
- Medal „Za obronę Stalingradu”
- Medal „Za obronę Kijowa”
- Medal „Za zwycięstwo nad Niemcami w Wielkiej Wojnie Ojczyźnianej 1941–1945”
- Medal jubileuszowy „Dwudziestolecia zwycięstwa w Wielkiej Wojnie Ojczyźnianej 1941–1945”
- Medal jubileuszowy „Trzydziestolecia zwycięstwa w Wielkiej Wojnie Ojczyźnianej 1941–1945”
- Medal jubileuszowy „Czterdziestolecia zwycięstwa w Wielkiej Wojnie Ojczyźnianej 1941–1945”
- Medal jubileuszowy „50-lecia zwycięstwa w Wielkiej Wojnie Ojczyźnianej 1941–1945”
- Medal jubileuszowy „Sześćdziesięciolecia zwycięstwa w Wielkiej Wojnie Ojczyźnianej 1941–1945”
- Medal Jubileuszowy 300-lecia Rosyjskiej Marynarki Wojennej
- Medal „W upamiętnieniu 800-lecia Moskwy”
- Medal „Za zdobycie Berlina”
- Medal „Za wyzwolenie Pragi”
- Medal „Weteran Sił Zbrojnych ZSRR”
- Medal „Za umacnianie braterstwa broni”
- Medal jubileuszowy „30 lat Armii Radzieckiej i Floty”
- Medal jubileuszowy „40 lat Sił Zbrojnych ZSRR”
- Medal jubileuszowy „50 lat Sił Zbrojnych ZSRR”
- Medal jubileuszowy „60 lat Sił Zbrojnych ZSRR”
- Medal jubileuszowy „70 lat Sił Zbrojnych ZSRR”
- Medal „W upamiętnieniu 1500-lecia Kijowa”
- Tytuł Zasłużonego Lotnika Wojskowego ZSRR (1967)
- Honorowe Obywatelstwo Wołgogradu (29 maja 2003)
- Order Czerwonego Sztandaru (Mongolia)
- Medal 30-lecia zwycięstwa nad Chałchin-Goł (Mongolia)
- Medal 50-lecia Mongolskiej Rewolucji Ludowej (Mongolia)
- Medal 50-lecia Ludowej Armii Mongolii
- Krzyż Kawalerski Orderu Odrodzenia Polski (Polska)
- Krzyż Walecznych (Polska)
- Order 9 września 1944 (Bułgaria)
- Medal Za umacnianie braterstwa broni (Czechosłowacja)